# 甘州区
甘州区（かんしゅう-く）は中華人民共和国甘粛省張掖市に位置する市轄区。区人民政府の所在地は南街街道。

## 歴史
2002年3月に設立。

## 行政区画
5街道、13鎮、4郷、1民族郷を管轄：
- 街道弁事処：南街街道、東街街道、西街街道、北街街道、火車站街道
- 鎮：梁家墩鎮、上秦鎮、大満鎮、沙井鎮、烏江鎮、甘浚鎮、新墩鎮、党寨鎮、鹸灘鎮、三閘鎮、小満鎮、明永鎮、長安鎮
- 郷：竜渠郷、安陽郷、花寨郷、靖安郷
- 民族郷：平山湖モンゴル族郷